# نجم الشمس داوسوني
نجم الشمس داوسوني أو سولاسترداوسوني - نجم البحر المسمى بنجم شمس الصباح (الاسم العلمي: Solaster dawsoni)، هو نوع من أنواع نجم البحر الذي يتبع فصيلة نجميات الشمس. يعيش على جانبي شمال المحيط الهادي له نويعان:
- س.د. (سولاستر داوسوني) اركيكوس فيريل (arcticus Verrill)، 1914
- س.د. داوسوني فيريل (dawsoni Verrill)، 1880

## الوصف
يمتلك نجم شمس الصباح جسم عريض، ولديه من 8 إلى 13(غالبًا 11 أو 12) ذراع حاد مع أطراف مقلوبة. إن ظهره العلوي أملس، ولونه عادة ما يكون أحمر أو برتقالي أو رمادي أو بني شاحب وأحياناً يكون فيه بقع شاحبة. وينمو إلى أن يصبح عرضه حوالي 40 سم (أي ما يعادل 16 بوصه).

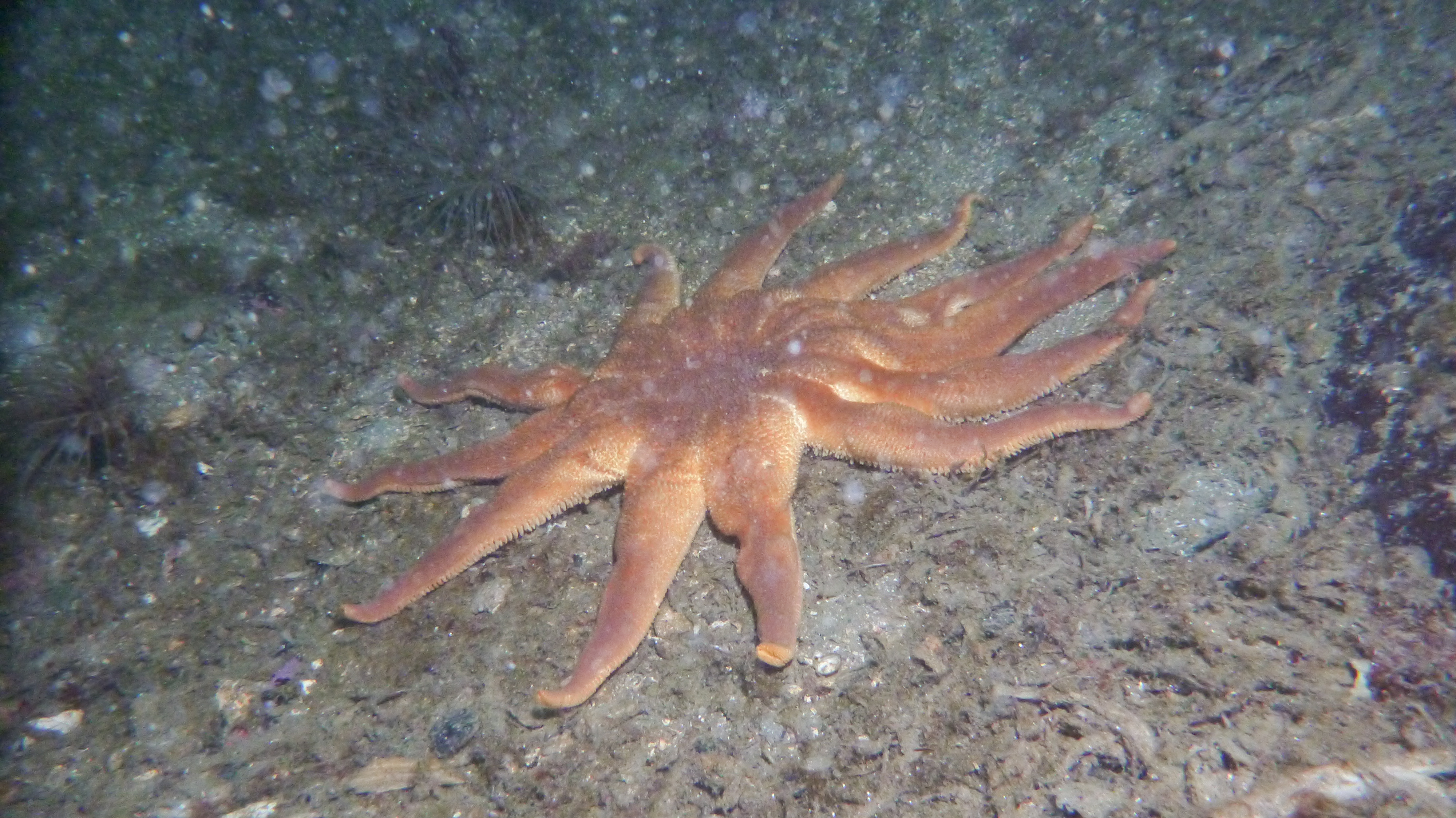
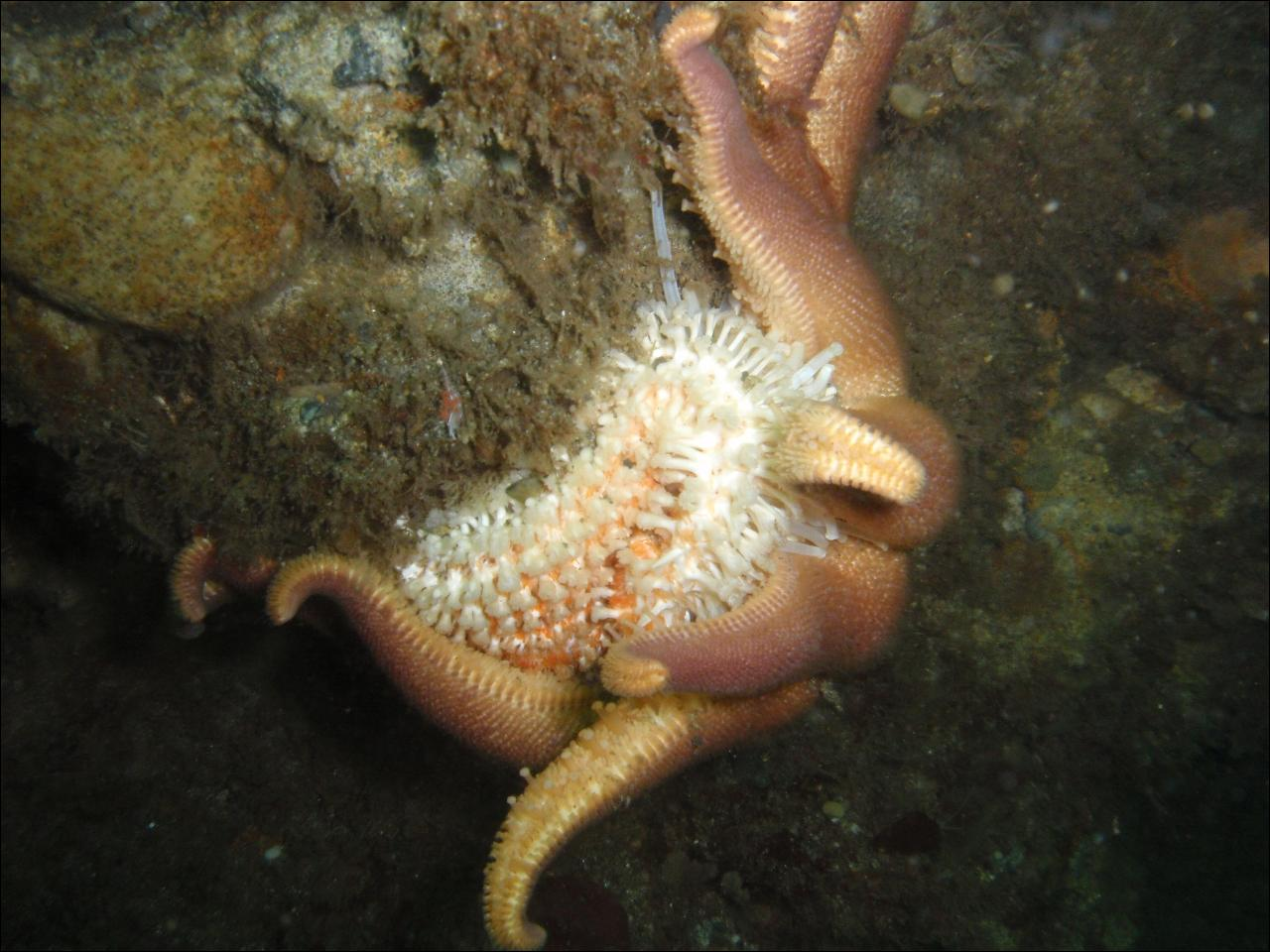

## التوزيع
يعيش نجم شمس الصباح في شمال المحيط الهادئ في الأعماق على بعد حوالي 420 م (أيما يعادل 1380 قدم). ويعيش في نطاق يمتد من اليابان والصين وسيبيريا وصولًا بسواحل أمريكا الشمالية لأقصى جنوب كاليفورنيا. وغالباً ما يعيش في المناطق الصخرية ولكن يمكن أيضاً لأنواع أخرى أن تعيش في قاع البحر.

## السلوك
يعد نجم شمس الصباح من الحيوانات المفترسة، ومعظمهم يتغذى على نجم البحر. إن نجم شمس الصباح يخشى النجوم الأخرى التي تبتعد عنه بأسرع ما يمكن إذا لمسها. وفي كولومبيا البريطانية حوالي نصف ما يتغذى عليه نجم شمس الصباح عبارة عن نجم البحرالجلدي (Dermasterias imbricata) الذي يتحرك ببطء شديد للهرب منه، بينما هناك بعض النجوم الأخرى كنجم الفليكرو (Stylasterias forreri) ونجم قوس قزح (Orthasterias koehleri) تقاتله عندما يهاجمها، فلديهم العديد من القَرّاضَات الصغيرة كالأعضاء تسمى مخالب (pedicellariae) حيث تلف أذرعها حول نجم شمس الصباح وتلذعه بها، ليتراجع وتتمكن الفريسة من الهروب. هناك احيانًا نجوم أخرى كالنجم اللزج (Pteraster tesselatus) يستخدم آليات دفاع ناجحة حيث ينفخ ظهره العلوي مما يجعل من الصعب على المهاجم أن يمسك به وفي الوقت نفسه يطلق كميات كبيرة من مادة مخاطية ضارة. في كثير من الأحيان يتراجع نجم دوارالشمس (Pycnopodia helianthoides) عندما يلمسه نجم شمس الصباح، فإذا أمسك به فبإمكان نجم دوار الشمس أن يفصل ذراعًا من أذرعه ويتركه وراءه -وهذه العملية تسمى البتر الذاتي- مضحيًا بهذا الذراع ليتمكن من الهروب. ويتغذى نجم شمس الصباح على لحوم البشر وأفراد آخرين من فصيلته وأيضًا يتغذى على خيار البحر وحيوان الخطاف الماسي. كما أنه يتكاثر بين شهري مارس ويونيو، فتطلق الغدد التناسلية البيض والحيوانات المنوية التي ترتفع إلى السطح حيث يتم التخصيب. ولديهم صفار كبير ويرقات نامية تعتمد عليهما ولا تتغذى، ويمكنهم السباحة والانجراف مع التيارات كجزء من العوالق الحيوانية، وبعد ذلك يغرقوا في قاع البحر ثم ينسلخوا ليصبحوا نجوم بحر صغيرة. هذه الطائفة قد عُرِفت بمرض هُزال نجم البحر منذ عام 2013.